# Hutu Power
Hutu Power ou Poder Hútu é uma ideologia racista e etnossupremacista proposta pelos extremistas hútus em Ruanda que conduziu ao genocídio ruandês em 1994 contra os tútsis e hútus moderados. Os partidos e movimentos políticos do Poder Hútu incluíam o Akazu, a Coalizão para a Defesa da República e sua milícia paramilitar Impuzamugambi, e o Movimento Republicano Nacional por Democracia e Desenvolvimento e sua milícia paramilitar Interahamwe. Jean-Pierre Chrétien associa o movimento ao fascismo tropical.
Em 1990 Hassan Ngeze criou Os Dez Mandamentos do Hútu, um documento que serviu de base para a ideologia do Poder Hútu.  Os Mandamentos clamavam pela supremacia dos hútus em Ruanda, exigindo liderança hútu exclusiva sobre as instituições públicas e a vida pública ruandesa, a segregação completa dos hútus dos tútsis e a exclusão completa dos tútsis das instituições públicas e da vida pública.  A ideologia do Poder Hútu insultava os tútsis como forasteiros empenhados em restaurar a monarquia dominada pelos tútsis e idealizava a cultura hútu.
O Poder Hútu incitou o governo interino ruandês, formado nos dias que se seguiram ao atentado de 6 de abril de 1994 contra o presidente Juvénal Habyarimana. Este governo envolveu em uma ação de extermínio um grande número de camponeses, professores, médicos, acadêmicos, comerciantes, juízes, religiosos, burgomestres, prefeitos, graças a uma poderosa e eficaz campanha midiática lançada desde 1993, pela Radio Mille Collines, e a formação em 1992 de uma milícia juvenil, a Interahamwe.